# Florin Lupeică
Florin Alin Lupeică (Iași, 6 de marzo de 1973) es un deportista rumano que compitió en esgrima, especialista en la modalidad de sable.
Ganó dos medallas de bronce en el Campeonato Mundial de Esgrima, en los años 1994 y 2001, y dos medallas en el Campeonato Europeo de Esgrima, en los años 1993 y 1999.
Participó en tres Juegos Olímpicos de Verano, ocupando el cuarto lugar en Barcelona 1992, el séptimo en Atlanta 1996 y el cuarto en Sídney 2000, en la prueba por equipos.

## Palmarés internacional
| Campeonato Mundial | Campeonato Mundial | Campeonato Mundial | Campeonato Mundial |
| Año                | Lugar              | Medalla            | Prueba             |
| ------------------ | ------------------ | ------------------ | ------------------ |
| 1994               | Atenas (Grecia)    | Medalla de bronce  | Sable por equipos  |
| 2001               | Nimes (Francia)    | Medalla de bronce  | Sable por equipos  |
| Campeonato Europeo |                    |                    |                    |
| Año                | Lugar              | Medalla            | Prueba             |
| 1993               | Linz (Austria)     | Medalla de bronce  | Sable individual   |
| 1999               | Bolzano (Italia)   | Medalla de plata   | Sable por equipos  |